# Nerostné suroviny

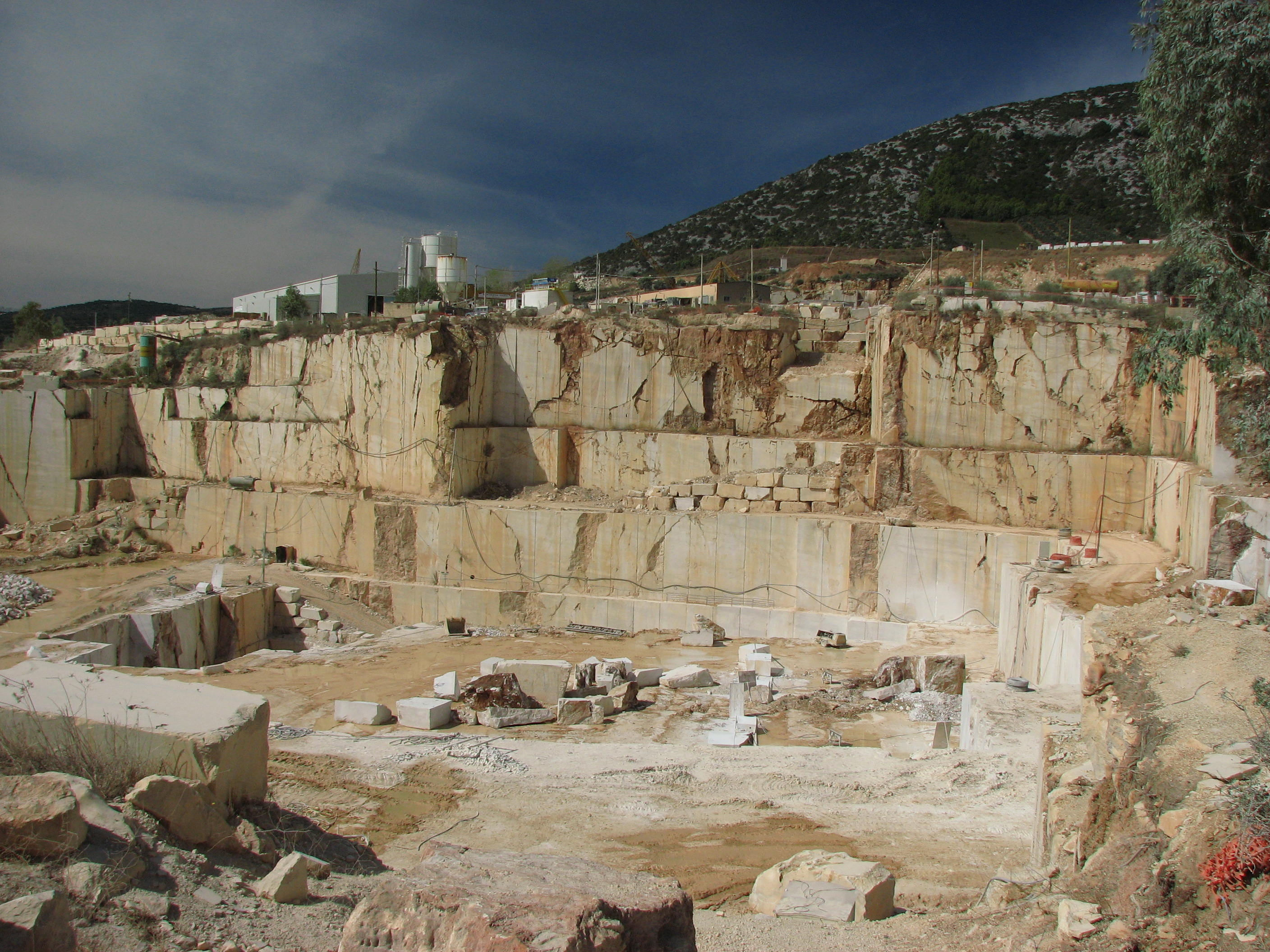
Těžba obkladového kamene na Sardinii

Nerostná surovina je neobnovitelná přírodnina – prvek, sloučenina, minerál nebo hornina, kterou je možno ekonomicky využít, přímo nebo po úpravě pro potřeby lidské společnosti. Nerostnou surovinou mohou být pevné, kapalné i plynné látky. Menší podíl surovin je možno použít neupravený, většinu je však pro využití nutno průmyslově upravit.
Rozlišuje se několik základních skupin nerostných surovin. Nejčastěji jsou to rudy, nerudy a kaustobiolity. Někdy jsou samostatně vyčleňovány tzv. energetické suroviny. V širším smyslu mohou být k nerostným surovinám řazeny i zdroje podzemních vod. Přírodní akumulace nerostných surovin jsou označovány jako ložiska. Zákonitosti rozložení nerostných surovin v přírodě studuje ložisková geologie, v některých státech také označovaná jako ekonomická geologie.

## Historie
Nerostné suroviny jsou lidstvu známy od počátku jeho existence, stejně jako jejich těžba, využití i postupně i obchod s nimi. Celé epochy pravěku jsou nazvány podle surovin, jejichž využití převládalo – existuje tak doba kamenná, doba bronzová nebo železná.
V novověku se vzrůstajícími potřebami industrializace spotřeba i význam nerostných surovin ještě vzrostl. S rozvojem lidské společnosti a zvyšováním poznatků o neživé přírodě v geologii, chemii a technologii množství druhů využívaných nerostných surovin i v současnosti stále vzrůstá, stejně jako druhů jejich využití. Jejich akumulace, které až na některé výjimky vznikly v předchozích geologických dobách však nejsou neomezené, jejich zásoby se nereprodukují, případně vznikají velmi pomalu, což je z hlediska délky lidského života možno považovat za zanedbatelné.